# Poinsettia geniculata
Poinsettia geniculata là một loài thực vật có hoa trong họ Đại kích. Loài này được Small miêu tả khoa học đầu tiên năm 1903.